# Том Холанд (писател)
Вижте пояснителната страница за други личности с името Том Холанд.
Том Холанд (на английски: Thomas „Tom“ Holland) е британски сценарист и писател, автор на бестселъри в жанровете исторически роман, фентъзи хорър и документалистика.

## Биография и творчество
Том Холанд е роден на 5 януари 1968 г. в Броуд Чолк, Уилтшър, Англия. Завършва Колежа „Куинс“ в Кеймбридж с две магистърски степени – по английски и латински език. Започва да учи за докторска степен в Оксфорд на тема „Лорд Байрон“, но прекъсва и се премества в Лондон.
Работи по адаптирането на произведенията на Омир, Херодот, Тукидид и Вергилий за „ВВС Радио 4“. Заедно с работата си започва да пише, първоначално пиеси, а после романи. Романите му, имащи често силен свръхестествен елемент и хорър, обхващат исторически периоди от древен Египет до 80-те години на 19 век в Лондон.
Първият му роман „Attis“ е издаден през 1995 г. Същата година е издадена и първата книга от поредицата „Лорд Байрон“, „Вампирът“.
В началото на новия век се насочва към документалната литература. Книгата му „Rubicon: The Last Years of the Roman Republic“ от 2003 г. печели наградата за история „Hessell-Tiltman“ и е високо оценена от критиката. Следващата му книга „Persian Fire: The First World Empire, Battle for the West“ е удостоена с наградата „Anglo-Hellenic League's Runciman“.
През август 2012 г. прави документалния филм „Ислям: Неразказаната история“ за „Канал 4“. Получени са стотици писма от мюсюлмани и представянето му е отменено поради получени заплахи и съображения за сигурност.
Том Холанд живее със съпругата си и двете им дъщери в Лондон.

## Произведения

### Самостоятелни романи
- Attis (1995)
- Deliver Us from Evil (1997)
- The Sleeper in the Sands (1998)
- The Bonehunter (2001)

### Серия „Лорд Байрон“ (Lord Byron)
1. Вампирът: Истинските странствания на Джордж Гордън, шести лорд Байрон, The Vampyre: Being the True Pilgrimage of George Gordon, Sixth Lord Byron (1995) – издаден и като „Lord of the Dead“
2. Supping with Panthers (1996) – издаден и като „Slave of My Thirst / The Libertine“

### Пиеси
- The Importance of Being Frank (1991)

### Документалистика
- Rubicon: The Last Years of the Roman Republic (2003)
- Persian Fire: The First World Empire, Battle for the West (2005)
- Millennium: The End of the World and the Forging of Christendom (2008)
- The Forge of Christendom: The End of Days and the Epic Rise of the West (2009)
- Romans: The Divine Marriage: A Biblical Theological Commentary (2011)
- The Library Book (2012) – с Алън Бенет, Ан Клийвс, Сет Годин, Сюзън Хил, Вал Макдърмид, Луси Манган, Чайна Миевил, Кейтлин Моран, Кейт Мос, Джули Майерсън, Бейли Рай, Лайънъл Шрайвър и Харди Кохли Сингх
- The Shadow of the Sword: Global Empire and the Rise of a New Religion (2012)
- Edward Gibbon's Decline and Fall of the Roman Empire (2015)

### Филмография
- 2004 Rubicon: Samuel Johnson Prize – документален ТВ филм
- 2011 Dinosaurs, Myths and Monsters – документален ТВ филм
- 2012 Islam: The Untold Story – документален ТВ филм